# New York Film Critics Circle Award/Bester Animationsfilm
Gewinner des Preises des New York Film Critics Circle in der Kategorie Bester Animationsfilm (Best Animated Film). Am erfolgreichsten in dieser Kategorie war der Japaner Hayao Miyazaki, der den Preis bisher dreimal gewinnen konnte.
Die Jahreszahlen der Tabelle nennen die bewerteten Filmjahre, die Preisverleihungen fanden jeweils im Folgejahr statt.
| Jahr | Preisträger                                       | Deutscher Titel                     | Regie                                       |
| ---- | ------------------------------------------------- | ----------------------------------- | ------------------------------------------- |
| 2000 | Chicken Run                                       | Chicken Run – Hennen rennen         | Peter Lord Nick Park                        |
| 2001 | Waking Life                                       | Waking Life                         | Richard Linklater                           |
| 2002 | 千と千尋の神隠し (Sen to Chihiro no Kamikakushi)* | Chihiros Reise ins Zauberland       | Hayao Miyazaki                              |
| 2003 | Les Triplettes de Belleville                      | Das große Rennen von Belleville     | Sylvain Chomet                              |
| 2004 | The Incredibles*                                  | Die Unglaublichen – The Incredibles | Brad Bird                                   |
| 2005 | ハウルの動く城 (Hauru no Ugoku Shiro)             | Das wandelnde Schloss               | Hayao Miyazaki                              |
| 2006 | Happy Feet*                                       | Happy Feet                          | George Miller                               |
| 2007 | Persépolis                                        | Persepolis                          | Vincent Paronnaud Marjane Satrapi           |
| 2008 | WALL-E*                                           | WALL-E                              | Andrew Stanton                              |
| 2009 | Fantastic Mr. Fox                                 | Der Fantastische Mr. Fox            | Wes Anderson                                |
| 2010 | L’Illusionniste                                   | Der Illusionist                     | Sylvain Chomet                              |
| 2011 | Preis nicht vergeben                              | Preis nicht vergeben                | Preis nicht vergeben                        |
| 2012 | Frankenweenie                                     | Frankenweenie                       | Tim Burton                                  |
| 2013 | 風立ちぬ (Kaze Tachinu)                           | Wie der Wind sich hebt              | Hayao Miyazaki                              |
| 2014 | The LEGO Movie                                    | The LEGO Movie                      | Phil Lord Chris Miller                      |
| 2015 | Inside Out*                                       | Alles steht Kopf                    | Pete Docter                                 |
| 2016 | Zootopia*                                         | Zoomania                            | Byron Howard Rich Moore                     |
| 2017 | Coco*                                             | Coco – Lebendiger als das Leben!    | Lee Unkrich                                 |
| 2018 | Spider-Man: Into the Spider-Verse*                | Spider-Man: A New Universe          | Bob Persichetti Peter Ramsey Rodney Rothman |
| 2019 | J’ai perdu mon corps                              | Ich habe meinen Körper verloren     | Jérémy Clapin                               |
| 2020 | Wolfwalkers                                       | Wolfwalkers                         | Tomm Moore Ross Stewart                     |
| 2021 | The Mitchells vs. the Machines                    | Die Mitchells gegen die Maschinen   | Mike Rianda                                 |
| 2022 | Marcel the Shell with Shoes On                    | nicht bekannt                       | Dean Fleischer-Camp                         |
| 2023 | 君たちはどう生きるか (Kimitachi wa Dō Ikiru ka)   | Der Junge und der Reiher            | Hayao Miyazaki                              |

* = Filmproduktionen, die später den Oscar als Bester Animationsfilm des Jahres gewannen